# エストレージャス・オリエンタレス

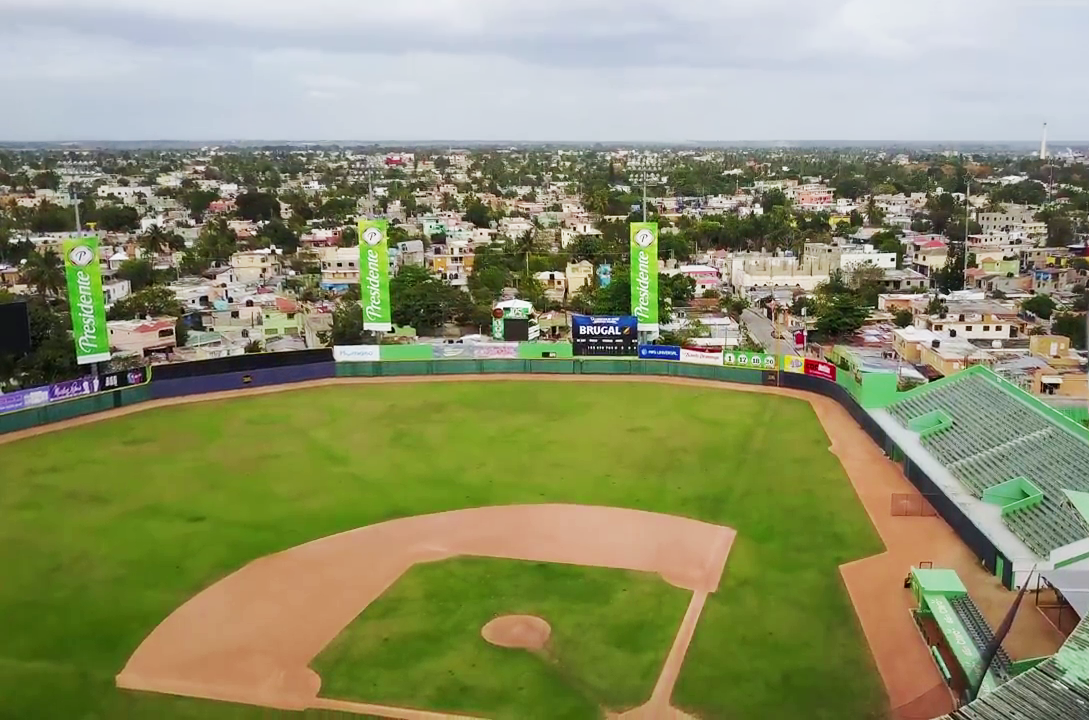
本拠地のエスタディオ・テテーロ・バルガス

エストレージャス・オリエンタレス（スペイン語: Estrellas Orientales）はドミニカ共和国のウインターリーグであるリーガ・デ・ベイスボル・プロフェシオナル・デ・ラ・レプブリカ・ドミニカーナに所属するプロ野球チーム。

## 概要
本拠地はサンペドロ・デ・マコリス。球場はエスタディオ・テテーロ・バルガス（5,350人収容）。1910年に設立された。
トニ・ブランコ、ウィルフィン・オビスポ、アウディ・シリアコらがかつて所属していた。